# Międzynarodowe Spotkania Chóralne „Arti et Amicitiae”
Międzynarodowe Spotkania Chóralne „Arti et Amicitiae” – międzynarodowy festiwal chóralny odbywający się co dwa lata (1992 - 1998) w Bydgoszczy.

## Historia
Festiwal został zainicjowany w 1992 r. przez prof. Janusza Staneckiego, ówczesnego prezesa Bydgoskiego Oddziału Polskiego Związku Chórów i Orkiestr. Organizatorami imprezy oprócz PZChiO były: Centrum Animacji Kultury w Warszawie oraz Akademia Muzyczna w Bydgoszczy. W 1998 r. do organizacji włączyło się także miasto Chełmno. Ideą festiwalu było nawiązanie artystycznych „znajomości” między chórzystami z Polski i zagranicy, wymiana doświadczeń, wzajemne poznanie kultur różnych krajów, organizacja seminariów i warsztatów dla dyrygentów i innych uczestników imprez, a także wspólne wykonywanie dziel wokalno-instrumentalnych.

## Przegląd festiwali
W 1992 r. w spotkaniach uczestniczyło siedem zespołów chóralnych, w tym trzy zagraniczne - z Holandii i Słowacji. Koncerty odbywały się w sali koncertowej Akademii Muzycznej i bydgoskich kościołach.
W II edycji festiwalu (1994) wzięło udział 20 zespołów, w tym 6 zagranicznych (Rosja, Litwa, Słowenia, Łotwa, Słowacja) - w sumie śpiewało około 800 chórzystów. 
Podczas III edycji (1996) występowało 21 chórów, w tym 7 zagranicznych (Wielka Brytania, Słowacja, Holandia, Estonia, Niemcy, Czechy, Węgry), a także 10 orkiestr dętych. Występowały także dwa zespoły pieśni i tańca i trzy grupy taneczne. Koncerty odbywały się w salach całego regionu kujawsko-pomorskiego, zaś gala chóralna w nowo budowanym gmachu Opery Nova. Łącznie w festiwalu brało udział około 1000 chórzystów i 500 muzyków orkiestrowych. Zorganizowano 11 koncertów w Bydgoszczy i 7 w regionie bydgoskim.
Podczas czwartej edycji festiwalu „Arti et Amicitiae” zorganizowano międzynarodowy konkurs chórów o nagrodę miast współorganizatorów, tj. Bydgoszczy i Chełmna. Wystąpiły 24 chóry w tym 11 zagranicznych z takich krajów, jak: Bułgaria, Litwa, Niemcy, Serbia, Włochy, Węgry. Towarzyszyły im 2 orkiestry symfoniczne, 5 orkiestr dętych oraz 3 zespoły pieśni i tańca. Koncerty odbywały się w sali koncertowej bydgoskiej Akademii Muzycznej, w bydgoskich kościołach, farze chełmińskiej, auli gimnazjum chełmińskiego i innych miejscowościach: Koronowie, Kcyni, Szubinie, Mroczy. Koncertowało ponad 1000 śpiewaków i instrumentalistów.
Kulminacyjnym akcentem artystycznym ostatnich spotkań „Arti et Amicitiae” było wspólne wykonanie przez trzy chóry i solistów „Magnificat” J.S. Bacha. Koncertem z udziałem Orkiestry Symfonicznej Filharmonii Pomorskiej dyrygował Włodzimierz Szymański, były szef artystyczny Capelli Bydgostiensis.
W 1999 r. mimo zgłoszeń chórów do następnej edycji, Polski Związek Chórów i Orkiestr ze względów organizacyjnych zaniechał kontynuacji festiwalu.